# Apedemak
Apedemak ali Apademak je bil bog-vojščak z levjo glavo, ki so ga častila predvsem ljudstva v Nubiji.  Veliko templjev, posvečenih Apedemaku, je v sudanski  regiji Zadodna Butana, Najpomembnejši so v Naki, Meroëu in  Musauarat es-Sufri,  kjer je bilo verjetno njegovo kultno središče. V templju v Naki, ki so ga zgradili vladarji kraljestva Meroe, je Apedemak upodobljen kot troglavi levji bog s štirimi rokami in kača z levjo glavo. 
V Kraljestvu Kuš je bil Apedemak bog vojne. Kušiti so verjeli, da prinaša zmage njihovi vojski in poraža njihove sovražnike. Ko so se kušitski faraoni (Petindvajseta dinastija)  odpravljali na vojne pohode, so ga pogosto prosili za podporo in spremstvo.

## Vira
- Louis V., Žabkar (1975). Apedemak, Lion god of Meroe : a study in Egyptian-Meroitic syncretism. Warminster, Eng.: Aris & Phillips. ISBN 978-0856680274. OCLC 2543227.
- »Ancient Sudan~ Nubia: Religion: Apedemac«. www.ancientsudan.org. Arhivirano iz prvotnega spletišča dne 16. maja 2019. Pridobljeno 5. decembra 2018.